# エーリヒ・ルーデンドルフ
エーリヒ・フリードリヒ・ヴィルヘルム・ルーデンドルフ（ドイツ語: Erich Friedrich Wilhelm Ludendorff, 1865年4月9日 - 1937年12月20日）は、ドイツの陸軍軍人、政治家。陸軍における最終階級は歩兵大将。第一次世界大戦中の軍部独裁体制の事実上トップを務めた。また『総力戦』の著者であり、総力戦理論の提唱者としても知られる。
第一次世界大戦初期のタンネンベルクの戦いにおいて第8軍司令官パウル・フォン・ヒンデンブルクを補佐してドイツ軍を勝利に導いた。大戦中期から後期には参謀総長となったヒンデンブルクの下で参謀本部次長を務め、ルーデンドルフ独裁とも呼ばれる巨大な実権を握った。戦後は国家社会主義ドイツ労働者党の党首アドルフ・ヒトラーと結び、1923年にミュンヘン一揆を起こした。一揆の失敗後に裁判にかけられるも無罪となり、ヒトラーが投獄されている間、ナチ党の偽装組織国家社会主義自由運動を創設してナチ党残党勢力やドイツ民族自由党を指導していたが、ヒトラー釈放後にはカトリックに対する対応を巡ってヒトラーと対立を起こして決別した。晩年は陰謀論の著述活動や、宗教団体『Bund für Deutsche Gotterkenntnis』（ドイツ信徒の家）を創設しての宗教活動などを行った。

## 生涯

### 生い立ち
プロイセン王国・ポーゼン州シュヴェルゼンツ近郊のクレシェフニア村（現在のポーランド・ポズナン・スヴァルゼンツ近郊のクルシェヴニャ）に地主アウグスト・ヴィルヘルム・ルーデンドルフ（August Wilhelm Ludendorff）とその妻クラーラ（旧姓フォン・テンペルホフ)夫妻の息子として生まれた。
ルーデンドルフ家はポンメルンの商人の一族であり、ブルジョワだった。
母方のフォン・テンペルホフ家は有名なユンカーであり、テンプル騎士団以来のプロイセン軍人家系であった。

### 軍歴

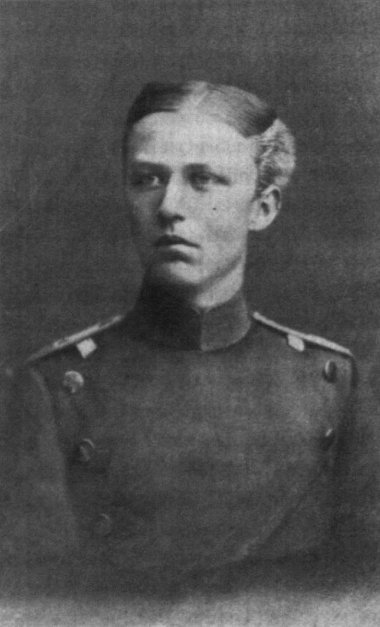
1882年のルーデンドルフ少尉。

1877年にプレーンの幼年学校（Kadettenkorps）に入学し、ついで1879年7月よりベルリン・グロース＝リヒターフェルデのプロイセン陸軍士官学校に入学した。1882年まで在学した。1882年4月よりヴェーゼルの第57歩兵連隊の少尉に任官した。1887年から1890年にかけてヴィルヘルムスハーフェンで海軍の陸上部隊と共に任務にあたっていた。1890年7月に中尉に昇進。
1890年10月、プロイセン陸軍大学校入学。陸大卒業後の1893年6月からバーデン近衛擲弾兵連隊「フリードリヒ・ヴィルヘルム3世」に勤務した。1894年4月に参謀本部に配属される。1895年3月に大尉に昇進するとマグデブルクの第4軍団に参謀として配属された。1898年4月にトルンの第61（第8ポンメルン）歩兵連隊「フォン・デア・マールヴィッツ」の中隊長、1900年7月にはグローガウの第7歩兵連隊の参謀、1902年7月にポーゼンの第5軍団の参謀に転属する。1902年7月に少佐昇進。1904年4月にベルリン参謀本部第2部の部長に就任した。1906年10月には戦争大学で教鞭をとった。
1908年4月に中佐に昇進し、同年、工場所有者の娘マルガレーテ・シュミット（Margarete Schmidt）と結婚した。
「軍人より外交官にふさわしい」と評されたゲオルク・フォン・ヴァルテンゼー中将が1911年に参謀本部第1部部長に就任したのを機にルーデンドルフの影響力が拡大し始めた。彼は一貫して「真の形態での戦争」を主張した。平和とは二つの戦争に挟まれた休戦期間に過ぎず、全ての手段は戦争指導に従属させるべきだとすると彼の主張は、戦争は政治の手段としたカール・フォン・クラウゼヴィッツの考えに反駁するものであった。ルーデンドルフにとっては、政治が戦争指導の手段であった。
ルーデンドルフは「全ドイツ連盟」という政治団体を使って積極的に政治の世界に参加した。帝国議会議員の取り込みを図り、巨額な軍拡を認めさせ、1912年には二個軍団の増設と野砲の増強、陸軍11万7000人の増員、航空機の拡張などを実現した。しかし当時のドイツ帝国の財政は建艦競争や社会保障費のために極度に逼迫しており、また陸相ヨジアス・フォン・ヘーリンゲン大将も急速な軍拡によって将校団の教育や構成に弊害が生じ、将校団が「民主化」することを恐れていた。そのためやがてルーデンドルフの行動は「出過ぎ」と看做されるようになり、1913年1月にデュッセルドルフの第39ニーダーライン歩兵連隊の連隊長へ左遷された。
1914年4月に少将に昇進するとともに5月からシュトラースブルクの第85歩兵旅団の旅団長に就任した。

### 第一次世界大戦

#### リエージュ要塞攻略
第一次世界大戦が開戦した直後の1914年8月2日に西部戦線のドイツ第2軍で司令官カール・フォン・ビューロウ上級大将の下で第二補給部長となった。第14歩兵師団に連絡将校として同行していた時に同師団の師団長が戦死したのを受けて代わって師団の指揮を執り、難攻不落と言われたリエージュ要塞を攻略（リエージュの戦い）した。ルーデンドルフは参謀本部第2部長時代からこの要塞をめぐって激しい争いになることを予測してその奇襲を研究していたのだった。リエージュ要塞の陥落によってドイツ軍はベルギー国内に続々となだれ込むことが可能となった。
ルーデンドルフは、カイザー・ヴィルヘルム2世や参謀総長の「小モルトケ」ことヘルムート・ヨハン・ルートヴィヒ・フォン・モルトケから高く評価された。

#### タンネンベルクの戦い

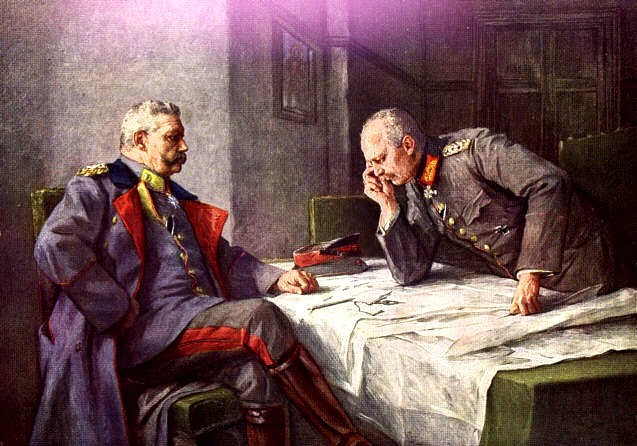
第8軍参謀長ルーデンドルフ（右）と軍議をする第8軍司令官ヒンデンブルクを描いた絵（ヒューゴ・フォーゲル画・1928年）

東部戦線でプリトヴィッツ上級大将率いるドイツ第8軍が敗れたのを機にプリトヴィッツは更迭され、東部戦線はルーデンドルフ少将に任せることが決定した。しかしルーデンドルフは勤続年数から軍司令官就任資格がなく、参謀長にしか任命できなかった。そのため第8軍司令官には既に退役していたパウル・フォン・ヒンデンブルク大将が就任し、ルーデンドルフはその補佐役の参謀長に就任したこの二人は第一次世界大戦を通じてコンビを組み続けたが、二人の関係では常にルーデンドルフが頭脳であり、ヒンデンブルクはお飾りの存在であった。
ルーデンドルフは8月23日夜にマリーエンブルクの第8軍司令部に着任し、先任の第8軍作戦参謀マックス・ホフマン中佐とともに反撃作戦を指揮した。損害や補給不足の影響でロシア第1軍がしばらく動かないことを電信の傍受で掴んでいたドイツ第8軍は、大部隊と見せかけた第1騎兵師団だけをロシア第1軍の正面に残し、またタンネンベルク付近で第20軍団をロシア第2軍に当たらせている間に他の各軍団・師団をロシア第2軍の左翼と右翼に移動させた。8月26日にドイツ第8軍はロシア第2軍に攻撃を開始し、フランソワ大将率いる第1軍団は左翼から、マッケンゼン大将率いる第17軍団は右翼からロシア第2軍の背後に回り込み、8月29日早朝には同軍を包囲することに成功した。ロシア第2軍20万人のうちロシアへ帰国することが出来たのはわずか1万7000人だった。
西部戦線から引き抜かれた2個軍団が新たに第8軍に加えられ、9月5日からロシア第1軍への攻撃を開始した。4個軍団でロシア第1軍に正面から攻撃をかけるとともに第1軍団と第17軍団にロシア第1軍左翼に当たる湖沼地帯を突破させ、その背後に回り込ませようとした。ロシア第1軍司令官レンネンカンプは第2軍の二の舞になることを恐れて2個師団を後衛として擁護させながら、東プロイセンから撤退した。ロシア軍の退却は9月10日から14日に及んだが、その間にもドイツ軍は砲撃を加え、ロシア第1軍は死傷者と捕虜で14万5000人の兵を失った。こうして東プロイセンを巡ってドイツ帝国とロシア帝国で争われたタンネンベルクの戦いはドイツ軍の大勝利に終わった。

#### 東部方面軍参謀長
オーストリア軍支援のガリツィア方面出兵のためにドイツ第8軍は急遽第9軍を編成し、東部戦線のドイツ軍は第8軍と第9軍の2軍となり、その両軍の上に東部方面軍が置かれ、ヒンデンブルクが東部方面軍司令官、ルーデンドルフが東部方面軍参謀長にそれぞれ就任した。実権は引き続きルーデンドルフが握った。
1914年9月28日に第9軍と第8軍の一部はオーストリア軍支援のためにポーランド南部で攻勢に出て、ワルシャワ占領を目指し、10月6日にはヴァイクセル川に到着した。しかしヴァイクセル川の戦いでロシア軍の頑強な抵抗にあい、突破できなかった。ドイツ軍は10月17日に退却し、オーストリア軍もカルパティア山脈まで押し戻された。ロシア軍はシュレージエンやハンガリーをうかがうまでに勢力を回復した。
11月3日の作戦会議で東部方面軍は作戦を立て直し、ロシア軍に気づかれぬように鉄道で第9軍をすばやく移動させ、11月11日にウッチを強襲した。ウッチの戦いの末に12月6日にドイツ第9軍がウッチを占領した。これによりロシア軍のシュレージエン侵入の野望は潰えた。
1915年1月にヴィルヘルム2世の決裁で新たに4個軍団を得た東部方面軍は第10軍を創設した。オーストリア軍からの要請を受け、東プロイセンとカルパティアからロシア軍の突出部を攻撃する計画が実行された。東プロイセン・第二次マズーリ湖攻勢でロシア軍に勝利をおさめたが、ロシア軍は新手の第12軍を投入し、またカルパティアの戦いのオーストリア軍の敗北でドイツの情勢はむしろ悪化した。
東部方面軍に業を煮やしたファルケンハイン参謀総長は新設の第11軍とともに東部戦線を訪れ、直接指揮を執った。第11軍の司令官にはマッケンゼンが任じられ、5月2日に第11軍はゴルリッツ＝タルヌフ攻勢で攻撃を仕掛け、勝利を収めた。これを機にロシア軍は押し込められた。8月にはワルシャワが陥落。ロシア軍は大撤退を行い、1915年秋には東部戦線はひとまず安定した。
ファルケンハインはこの成功を盾に東部方面軍に対して態度を強め、東部方面軍の師団を別の戦線へ移動させるようになった。これに対してヒンデンブルクは1915年10月6日に「夏の作戦だけではロシア軍の攻撃力は完全に破られてはいない」としてこれ以上東部方面軍から師団を送ることを拒絶した。しかしヴィルヘルム2世の決裁でファルケンハインの命令通り、師団を送るよう命じられた。ファルケンハインは1915年夏の勝利でロシアは当分立ち直れないと踏んでいたが、その見通しは甘かった。ロシア軍は迅速に再編成を済ませ、フランス軍の要請を受けて1916年3月19日にナーロチ湖の戦いで攻勢に出た。東部方面軍は何とかこれを撃退したが、6月4日にはロシア軍はオーストリア軍に対してブルシーロフ攻勢をかけて勝利を収めた。ロシア軍は7月にドイツ東部方面軍に対する攻勢にでたが、ドイツ東部方面軍はこれを食い止め、戦線を保った。ロシア軍は10月まで攻勢を続けたが、すでに不意打ちの効果は失われていた。ロシア軍はこの一連の攻勢で100万の兵を失った。ロシアで厭戦気分が高まり、1917年2月にはロシア革命が発生し、ロシア帝政が崩壊した。

#### 参謀本部次長：「ルーデンドルフ独裁」

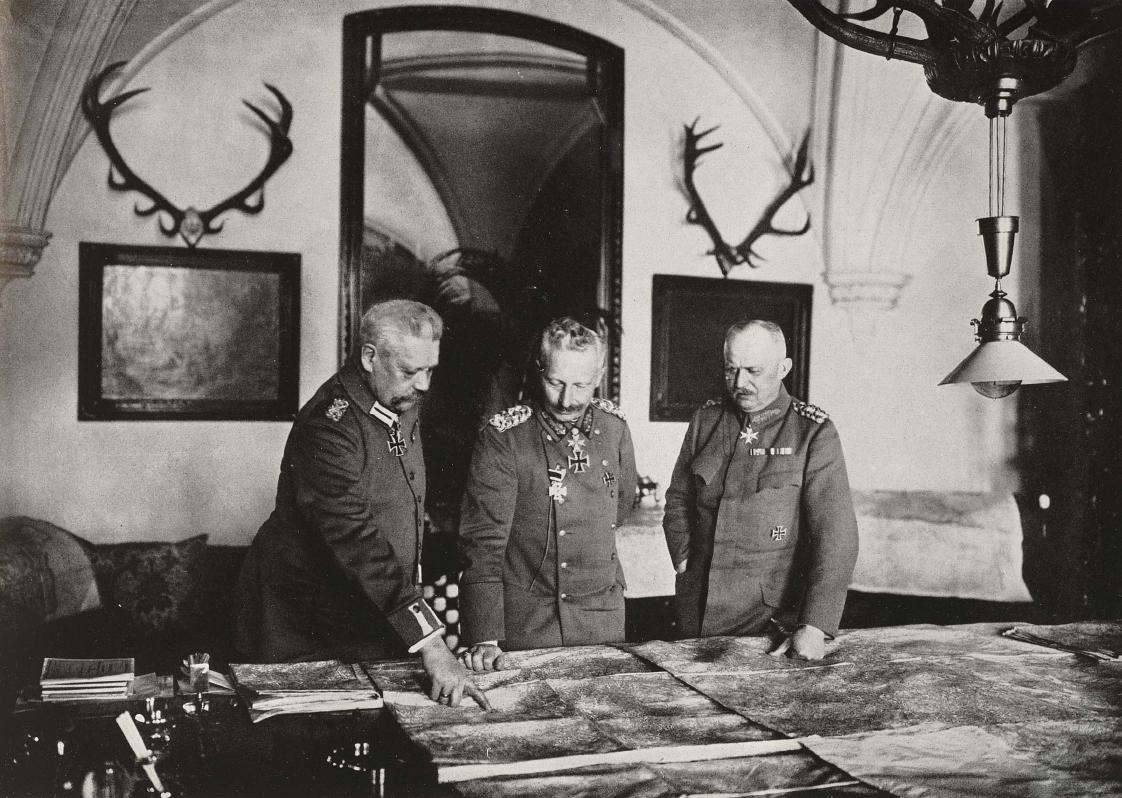
1917年1月8日、プレス城の大本営。参謀総長ヒンデンブルク（左）、皇帝ヴィルヘルム2世（中央）、参謀次長ルーデンドルフ（右）

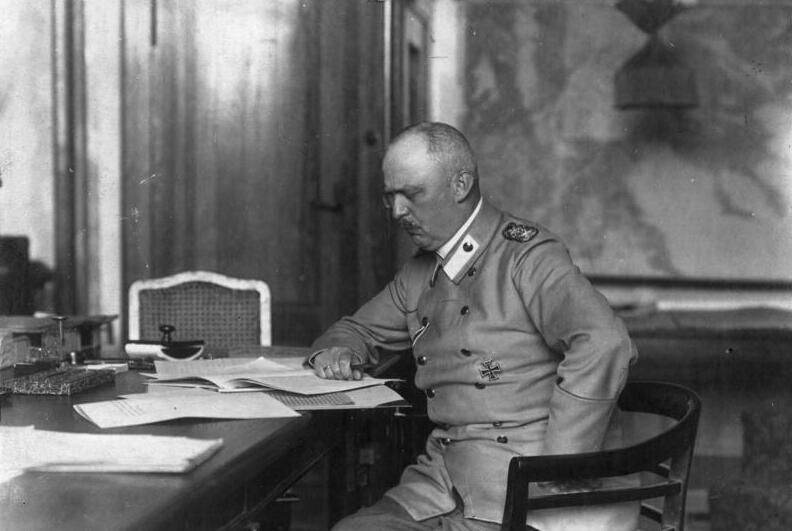
1918年のルーデンドルフ

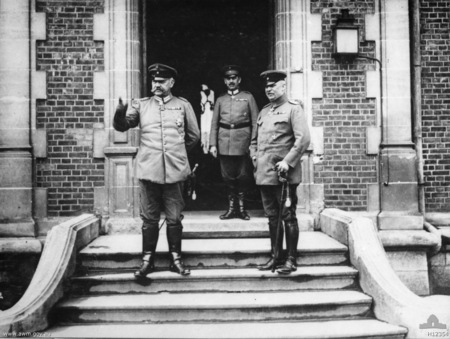
1918年5月、スパの大本営。ヒンデンブルク（左）とルーデンドルフ（右）

ファルケンハインが発動した西部戦線のヴェルダンの戦いは思わしくなく、また彼が東部から兵力を引き抜いた後に東部戦線でロシア軍の攻勢があったことで彼の面目は潰れた。1916年8月28日にファルケンハインは更迭され、ヒンデンブルクが後任の参謀総長に、ルーデンドルフは参謀本部次長（第一兵站総監）に任じられた。
ルーデンドルフはただちに各軍集団、軍、師団の司令部において司令官よりもベルリン参謀本部の指揮下にある野戦参謀本部が指揮をとるように改め、自分の指揮権限を拡大した。これ以降のドイツの戦争は実質的にルーデンドルフによって指導されるようになった。またヴィルヘルム2世と帝国宰相ベートマン＝ホルヴェークがそろって国家指導の才能に乏しく、国の政治指導部が空白状態になっていたこともあり、彼は政治にも干渉して「ルーデンドルフ独裁」と呼ばれる時代を築くこととなった。
情報部を独立部署として発足させ、また外務省の参謀本部の出先機関を外務部とし、同部の下に宣伝を目的とする写真・映像課を設置させた。この課の下に映画会社ウーファが設立された。また鉄道部のヴィルヘルム・グレーナーに軍需生産の中枢として「戦争局」を設置させた。ますます重要な存在と化し始めていた航空隊を陸海軍に次ぐ「第三の軍」と認め、これを参謀本部の直接指揮下に置いた。
参謀本部は軍事はもちろん、新聞や映画や絵画などの統制、宣伝、外交政策、軍需生産などあらゆる分野に手を伸ばすようになった。ドイツが戦争に勝つためには国内のあらゆる分野を全て統制下において、その戦争潜在能力を最大限に引き出して活用する総力戦しか道はなかった。ヒンデンブルクとルーデンドルフの承認によってグレーナーが総力戦体制を「ヒンデンブルク綱領」としてまとめた。あらゆる消費財と食料の徹底的統制を命じ、また最後まで残されていた予備労働力である女性の動員を命じた。しかし総力戦体制は急速に社会の均一化をもたらし、「戦時社会主義」ともいうべき社会状況を発生させた。前線でも数百万人の動員、塹壕戦といった特殊な環境の中で兵士と将校の平等化が起こっていた。後の「ドイツ革命」への下地は着実に築かれていった。
1916年10月に参謀本部は40万人のベルギーの労働者を強制移住させ、またマックス・バウアー大佐の発案で動員されたユダヤ人の調査を開始した。バウアー大佐は『シオン賢人の議定書』ドイツ訳の出版者で「ユダヤの傲岸不遜に抗する会」のミュラー・フォン・ハウゼンをルーデンドルフに紹介している。
宰相ホルヴェークは無制限潜水艦作戦に反対し、ルーデンドルフと対立を深めた。ルーデンドルフは1917年7月に彼を失脚させ、ゲオルク・ミヒャエリスが宰相に就任した。ミヒャエリスはルーデンドルフの忠実な代弁者として行動したが、1917年夏の最初の水兵の反乱、軍需工場のストライキなどにうまく対応できずに早々に辞職し、結局ゲオルク・フォン・ヘルトリング伯爵が宰相となった。
一方戦争指導ではこれまでの東部戦線大攻勢論を撤回して西部戦線の立て直しに力を入れた。連合軍の攻勢に先んじて戦線を後退させ、強固な塹壕陣地帯「ジークフリート線」（連合国は「ヒンデンブルク線」と呼んだ）を構築して防御を固めた。

#### 大戦末期
1917年4月にイギリス軍はアラス会戦で攻勢を強め、5月から6月のメッシーネの戦いでドイツ軍の突出部を攻略。さらに7月末から11月にかけてパッシェンデールの戦い、11月から12月にかけて戦車軍団を動員したカンブレーの戦いで攻勢をかけたが、ドイツ軍は頑強に抵抗してイギリス軍の侵攻を防いだ。
一方フランス軍は1917年4月にエーヌ会戦で攻勢をかけたが、ドイツ軍が勝利した。フランスで厭戦気分が高まり、4月29日に68個師団で反乱が勃発した。首相ジョルジュ・クレマンソーが何とか抑え込み、ドイツとの戦争を継続した。
海戦ではイギリスに対する海上封鎖を徹底化するために1917年2月に無制限潜水艦作戦を決定した。これは1917年4月のアメリカ合衆国の参戦を招いた。しかし当時のアメリカには本格的な陸軍はなく、軍の組織から開始する状況だったのでアメリカの実際的な参戦は1年先だった。
一方、ロシア革命により帝政が崩壊したロシアに対しては和平交渉を行った。ロシア臨時政府首相アレクサンドル・ケレンスキーは連合国の求めに応じてドイツとの戦争を続行したが、ケレンスキー政府は1917年10月のボルシェヴィキによるロシア革命により崩壊した。ウラジーミル・レーニンのボルシェヴィキ政府が立ち上げられた。ドイツはレーニン政府にウクライナやバルト三国の分離独立を求めた。レーニンは初め拒絶したが、ロシアの軍事力は革命の混乱で崩壊状態であり、1918年2月にドイツ軍がロシア軍へ攻撃を開始したことで要求を飲むしかなくなった。1918年3月3日にブレスト＝リトフスク条約が締結され、ドイツはロシアを下した。3月5日にはロシアの後援を失ったルーマニアも降伏。東部戦線は終結した。
ロシア脱落を受けてドイツ軍はアメリカが本格参戦してくる前に西部戦線に最後の攻勢をかけることにした。ドイツ軍は1918年3月から7月にかけて東部の兵力をすべて西側に回して最後の大攻勢「カイザーシュラハト（皇帝の戦い）」作戦を行った。しかしドイツ軍の奮闘もむなしく、戦局を好転させることはできなかった。さらに1918年8月8日にアミアンの戦いでドイツ陸軍が決定的な敗北を喫した。ルーデンドルフはこの日を「ドイツ陸軍暗黒の日」と称した。
1918年7月、西部戦線の第二次マルヌ会戦において連合軍の反撃が成功して、ヴィレール=コトゥレでもドイツ軍が敗れると、ルーデンドルフは錯乱した。8月14日、ルーデンドルフは軍の規律弛緩を非難し、またユダヤ人青年を早く戦線に送るべきだと演説した。ドイツの敗戦が明らかになってきた1918年9月、同盟国のオーストリア＝ハンガリー帝国とブルガリアが休戦を申し出た。

#### 講和交渉
戦況を絶望視したルーデンドルフは、ヒンデンブルクとともに1918年9月28日にドイツ政府に対して一刻も早くウッドロウ・ウィルソン米大統領の提唱する「十四か条の平和原則」を受け入れて休戦協定を結ばなければならない、そのためにも政府を改革して議会主義に基づく政府を作らねばならないとする通牒を送った。ルーデンドルフは公然たる敗戦を回避するとともに敗戦責任を文官政府に押し付けたがっていた。
9月29日ベルギースパの大本営は講和交渉の開始を決定、ヘルトリング首相は辞任、10月3日には議会多数派のドイツ社会民主党の支持を受けた自由主義者のバーデン辺境伯マクシミリアン・フォン・バーデン大公子を宰相とする社会民主党・中央党・ドイツ民主党の臨時政府が成立した。
10月8日から27日にかけてマクシミリアンはウィルソンと休戦交渉に向けた電報のやり取りをしていたが、アメリカの要求は次第に厳しくなっていった。
10月23日、ウィルソンは講和の条件としてドイツ帝国における軍国主義と王朝的専制主義の除去を要求した。独立社会民主党らは皇帝ヴィルヘルム2世の退位を要求し、講和運動が広範囲に行われた。
10月24日のウィルソン大統領の第3回返信はドイツ軍の完全撤兵と交戦能力の徹底的剥奪を求めており、休戦後に戦争再開というルーデンドルフの妄想を打ち砕くものだった。これを受けてルーデンドルフは徹底抗戦を主張して休戦反対派に転じた。この時ルーデンドルフはライン川まで撤退し、東ヨーロッパから戦争を再開し、1919年春にはもっと有利な条件で改めて休戦を結ぶという青写真を描いていた。
宰相マクシミリアンは辞職をちらつかせながら皇帝ヴィルヘルム2世にルーデンドルフ解任を求め、10月26日ついにルーデンドルフは参謀本部次長を辞することとなった。後任にヴィルヘルム・グレーナーが就任した。一方ヒンデンブルクは留任した。ルーデンドルフはヒンデンブルクと別れる時に「貴方も辞職されるべきだった」と述べた。
翌10月27日、ルーデンドルフはスウェーデンに亡命した。スウェーデンで『戦争回顧録』（Kriegserinnerungen）を著した。
ドイツ臨時政府をユダヤ人指導者に屈した政府と見たマックス・バウアー大佐は、ルーデンドルフ、大企業家フーゴ・シュティネスとともにユダヤ人アルベルト・バリンを担ぎ出したが、バリンは12月に自殺した。

### 敗戦責任と背後の一突き
1919年2月にミュンヘンへ帰国し、帰国後は専ら反ヴァイマル共和政の政治活動に専念するようになり、右翼・保守の人望を得た。
1919年11月にヒンデンブルクが議会の査問委員会において敗戦責任を「社会主義者による背後の一突き」に求めたのがきっかけとなり、ドイツ革命を起こした社会主義者に敗戦責任を押し付ける言論が保守派・右派を中心に盛んとなった。ルーデンドルフもイギリスのベルリン駐在イギリス武官ニール・マルカム少将との会談の席で、いつもの誇張された弁舌で大戦中、最高司令部はいつも文官政府からの邪魔で苦しんでいたこと、また革命がドイツ軍を裏切ったことを語った。それをきいたマルカム将軍が「閣下、貴方は背後から刺されたとおっしゃるのですか」と尋ねると、ルーデンドルフの目が光り、飛びつくようにこの言葉に反応して「背後から刺されたですって」と繰り返し、「そうです。まさにそのとおり。我々は後ろから刺されたのです」と言い出した。
また、ルーデンドルフは「ユダヤ人の裏切り」を述べ始めた人物でもある。ルーデンドルフは「ユダヤ人は戦争受益者であり、ドイツ人の愛国主義者はドイツ民族がユダヤ民族によって売り渡されたと考えている」と論じた。
こうしたヒンデンブルクやルーデンドルフの言動に端を発して広められた「背後の一突き」説はドイツ国家人民党や国家社会主義ドイツ労働者党（ナチ党）など右派政党に影響を与えた。

### カップ一揆
1920年早々に義勇軍に担がれてベルリンへ移り、1920年3月のカップ一揆に参加した。一揆勢のエアハルト海兵旅団はドイツ社会民主党（SPD）政権を追ってベルリンを占拠することに成功した。ルーデンドルフが首相になるところ、彼は逡巡したため、結局ヴォルフガング・カップが首相に就任した。
しかし結局ドイツ社民党の指導するゼネストによってカップ一揆は失敗に終わる。一方バイエルン・ミュンヘンではカップ一揆に触発されたグスタフ・フォン・カールがヨハネス・ホフマン社民党政権を打倒し、右翼政権を樹立することに成功していた。そのためルーデンドルフやエアハルト海兵旅団の隊員の多くは一揆失敗後にミュンヘンに逃げ込んだ。以降彼らはミュンヘンの右翼政党国家社会主義ドイツ労働者党（ナチ党）と急速に接近する。

### ミュンヘン一揆

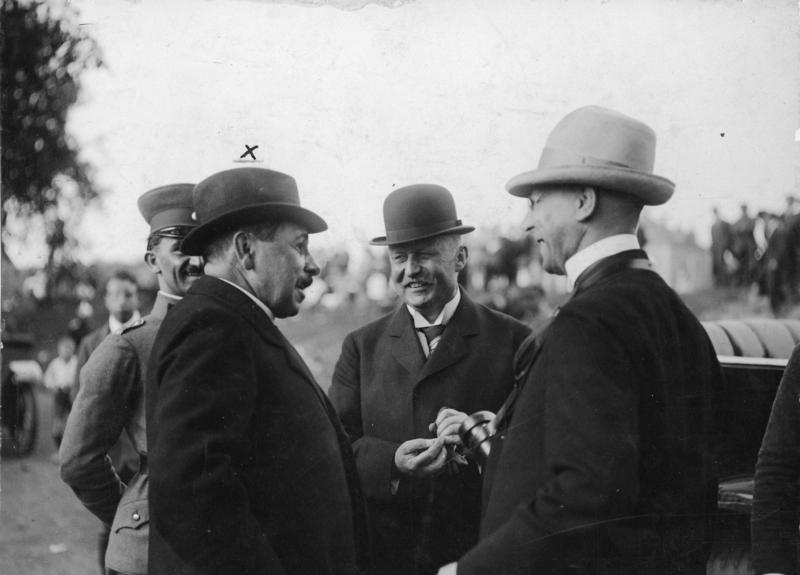
1921年、ルーデンドルフ（中央）とグスタフ・フォン・カール（左）

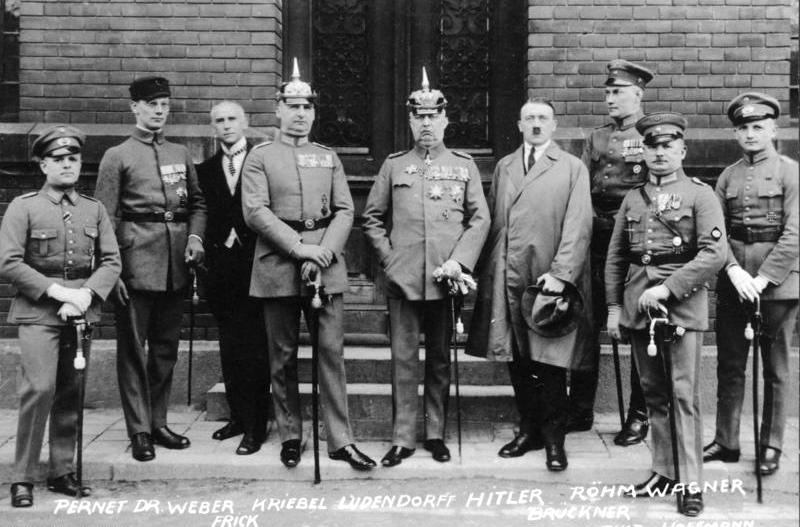
1924年4月1日、ミュンヘン一揆裁判の判決の日。ルーデンドルフ（中央）とヒトラー（ルーデンドルフの右）。

1923年9月2日にナチ党、突撃隊、国旗団、オーバーラント団などが結集して右翼軍事組織連合「ドイツ闘争連盟」を結成した。実質的な指揮権はヒトラーが掌握したが、ルーデンドルフが同団体の名誉総裁に就任した。
1923年11月、ヒトラーは闘争連盟を指揮してバイエルン州総督グスタフ・フォン・カール、バイエルン駐在の第7師団司令官オットー・フォン・ロッソウ少将、州警察長官のハンス・フォン・ザイサー大佐の三名に「ベルリン進軍」を迫るため、ミュンヘン一揆を起こすことを企図した。
一揆当日の1923年11月8日、ヒトラーがカールが演説中の「ビュルガーブロイケラー」を占拠したと聞いたルーデンドルフはここに駆け付けた。ヒトラーの一揆協力要請にカール、ロッソウ、ザイサーらは渋っていたが、ルーデンドルフの説得を受けるとまず軍人のロッソウ少将が協力を申し出た。ついで警察のザイサー大佐もこれに従った。文官のカールだけはその後もしばらく渋っていたが、結局最後はカールも協力することを表明した。しかしヒトラーが後をルーデンドルフに任せてビュルガーブロイケラーを一時離れた際、ルーデンドルフは、ロッソウ少将の言葉を信じて彼に外へ出る許可を与えた。ついでカール総督とザイサー大佐にも外へ出る許可を与えた。ヒトラーが戻るとカールやロッソウたちがいないのにヒトラーはびっくりして解放したルーデンドルフを非難したが、ルーデンドルフは元伍長を冷ややかな目で見ると「ドイツ軍将校は誓いを破らない」と言い返したという。しかしこの後、ロッソウ少将は一揆の鎮圧命令を発している。これを聞いたルーデンドルフは「私はドイツ軍将校の誓いを二度と信用できない」と述べて意気消沈してしまったという。
11月9日朝、ルーデンドルフはヒトラーとともにナチ党員を率いてミュンヘン市中心部へ向けて行進を開始した。ヒトラーを中心にして左にルーデンドルフ、右にマックス・エルヴィン・フォン・ショイブナー＝リヒターが先頭に並び、三人は腕を組んだ。ヒトラーもルーデンドルフ自身も一次大戦の英雄であるルーデンドルフに発砲はしまいという過信があった。しかしバイエルン警官隊は彼らに向けて発砲した。ナチ党員たちの一団は総崩れになり、撤退した。ルーデンドルフは逃げることなく、警官たちの方へ歩み、そのまま逮捕されている。
1924年2月26日、逃亡先で逮捕されたヒトラーとともに裁判にかけられた。裁判中、その雄弁で法廷を圧倒したヒトラーに比べ、ルーデンドルフは脇役になってしまった。そのうえヒトラーへの憤慨もしだいにあらわにするようになり、公判後には弁護士のハンス・フランクに「ヒトラーは私を騙したのだ。あの男は私に嘘を吐いた。あの馬鹿げたプッチの晩、軍隊は一人残らずプッチを支持していると言った。あいつはただの演説屋で山師にすぎない」とぶちまけている。恐らく伍長風情が自分より目立っているのが気に入らなかった物と思われる。
ヒトラーが一揆の責任を一身に引き受けたのに対して、ルーデンドルフはひたすら責任を回避する弁に終始した。しかしルーデンドルフの尊大な態度と威厳は凄まじく、しばしば自分が裁判長であるかのように判事や検事を怒鳴りつけた。イギリス人特派員G・ウォード・プライスはその情景を次のように記述している。「閲兵場で号令でもかける調子で吠えたてた。音節の一つ一つをぽきぽきと切り離して、そして彼の高圧的な声が響き渡ると、小柄な裁判長はぶるぶると震えだし、揺れ動く白い山羊ひげを手で押さえなければならなかった」。
4月1日に判決が下った。ヒトラーは5年の禁固刑、ルーデンドルフは無罪であった。裁判では精神状態が重度の疲弊状態にあるとして無罪放免になった。
しかしルーデンドルフは「わたしはこの無罪判決を、私の軍服と勲章にふさわしくない不名誉と心得る」と言い出し、裁判長のナイトハルトを困惑させた。

### 政治活動

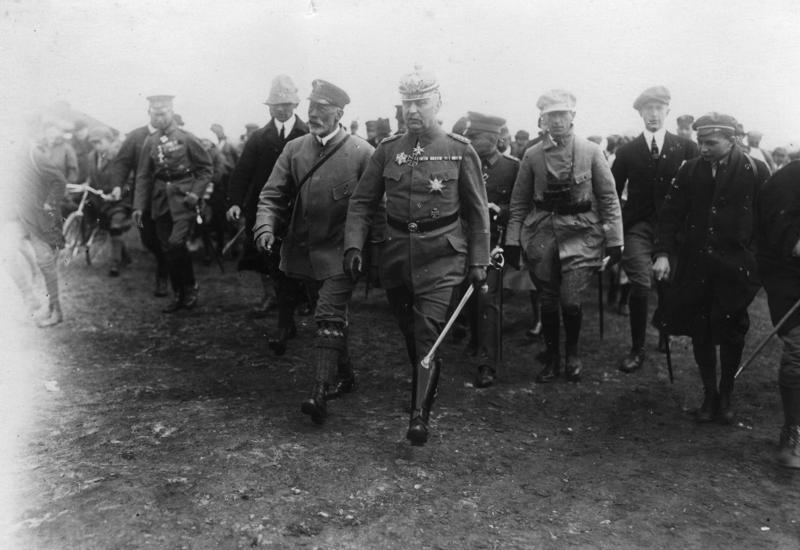
1926年、ルーデンドルフとヴィルヘルム2世の弟ハインリヒ。

この後、ルーデンドルフ将軍は北部ドイツのプロテスタント右翼政党ドイツ民族自由党に賓客として招かれ、その旗印に担がれた。ドイツ民族自由党とナチ党残党勢力が合同して「国家社会主義自由運動」が創設されるとその最高機関である全国執行部の三名の構成員の一人となった。他の二人はドイツ民族自由党党首アルブレヒト・フォン・グレーフェとグレゴール・シュトラッサーである。シュトラッサーはヒトラーの代理として入っていた。ヒトラーが代理に指名していたアルフレート・ローゼンベルクがルーデンドルフに嫌われていたのでシュトラッサーになったという経緯があった。
またエルンスト・レームは突撃隊の偽装組織「フロントバン」を創設したが、この組織はルーデンドルフ、ヒトラー、グラーフェの三人に忠誠を誓っている。
国家社会主義自由運動は1924年5月の国会選挙で32議席を獲得し、ルーデンドルフも国会議員となった。
1924年12月20日にヒトラーがランツベルク刑務所から出獄した。ヒトラーはナチ党禁止命令を解除してもらう必要からカトリックのハインリヒ・ヘルトバイエルン州首相の機嫌を損ねまいと反カトリック的なルーデンドルフ将軍とドイツ民族自由党との連立を解消した。ルーデンドルフとドイツ民族自由党は1925年2月12日に国家社会主義自由運動から離脱した。
以降はドイツ民族自由党の指導に当たるとともに「フロントバン」の中のルーデンドルフ派を「タンネンベルク団」として1925年9月に組織し、その指導に当たった。この「タンネンベルク団」でルーデンドルフは彼の二番目の妻である女医マチルデ・フォン・ケムニッツ博士の影響を受けて、ユダヤ人とカトリックとフリーメイソンの三重の「世界支配の陰謀」を批判する陰謀論的な言論活動を行うようになった。
ルーデンドルフは1925年ドイツ大統領選挙に出馬したが得票数最低で落選し、この惨敗で事実上政治生命を断たれた。支持者もルーデンドルフを見限ってナチ党へ移っていった。
ルーデンドルフは大統領となったパウル・フォン・ヒンデンブルクをドイツへの裏切り者とし、さらにヒトラーも裏切り者として批判した。
ヒトラーとルーデンドルフの関係は悪化の一図をたどり、ヒトラーは1927年にレーゲンスブルクの集会で「ルーデンドルフこそがフリーメーソンである」と言明した。ナチ党の政権掌握までルーデンドルフとヒトラーが交わることはなかった。ナチ党は彼の風変わりな陰謀論と距離を置くようになった。

### 宗教団体の創設
1933年1月30日にヒンデンブルクがヒトラーを首相に任命した時には「あなたは偉大な祖国を最悪な扇動者に渡してしまった。この男は我がドイツに不幸な災いをもたらすだろう」と激しく糾弾する手紙を送ったといわれるが、一部の歴史家はこの手紙は偽造であろうという見解を示している。
また陸軍総司令官ヴェルナー・フォン・フリッチュに対しては「ヒトラーには誠意というものが全くない。いまに奴は君のことも裏切るだろう。」と述べたことがあった。ヒンデンブルクの死後にはブロンベルク、フリッチュ、ベックら軍部がしきりにルーデンドルフを担ごうとしていたが、この頃ルーデンドルフはドイツにキリスト教に代わる新しい敬神思想を作りだすことに熱中しており、ほとんど取り合わなかった。
ルーデンドルフの妻マティルデ・フォン・ケムニッツ(Mathilde Ludendorff)は神秘主義者であり、その影響でルーデンドルフは共産主義で飾りたてたユダヤ人と、フリーメイソンの秘教主義に根ざすローマ・カトリックの「超=民族的な秘密権力」について述べるようになり、フリーメイソンによってキリスト教徒が「人工的なユダヤ人」に造り替えられ、ユダの勝利のために尽くしているとして、週刊誌『民族監視所』も創刊した。ルーデンドルフ出版社（Ludendorffs Verlag）を創設し、1929年からはイエズス会の権力陰謀論などを展開した。
1936年には著書『ユダヤ人の告白：キリスト教を通じた民族破壊』 を発表した。妻マティルデとの共著『大いなる驚愕：聖書は神の言葉ではなかった』ではナチスの立法はユダヤ人とローマの宣伝に梃入れするものと批判した。
ルーデンドルフは古代スカンジナビア半島の異教の神々を信仰の対象とした宗教団体 Bund für Deutsche Gotterkenntnis（ドイツ信徒の家）を創設し、ナチ党政権によって公認されている。

### 晩年

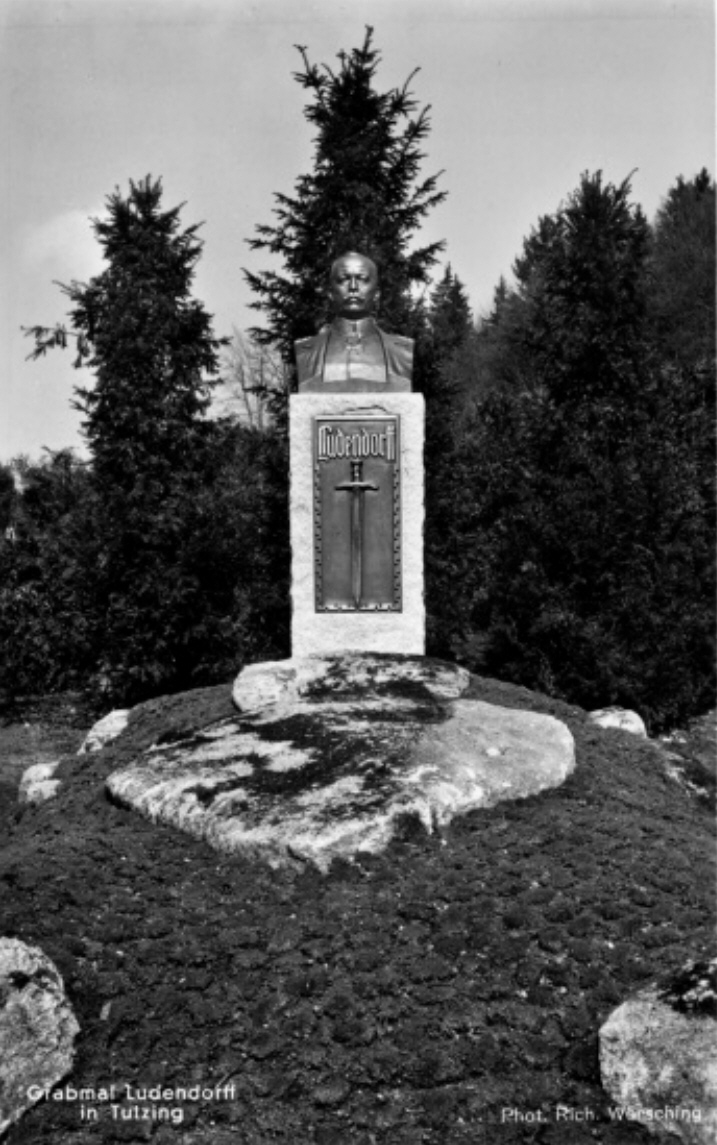
ルーデンドルフの墓（トゥッツィング）

1935年には『総力戦』を著した。この著作でルーデンドルフは戦争と政治の関係が変化した結果として政治そのものが変化したとして、総力政治の概念を導入して総力戦の必然性を論じた。この著作の刊行後にその理念の一部は第二次エチオピア戦争やスペイン内戦で現実のものとなったが、ヒトラーは第二次世界大戦の開戦においてこの理論を排除している。つまり軍人が国家を指導するのではなく、政治家ヒトラーによって軍人を統制することが徹底されていた。
政治的な記述は相変わらず支離滅裂な陰謀論がみられるものの、戦争に関する記述は依然として理路整然と考えることができることを示していた。
1935年に軍部からの求めに応じたヒトラーがルーデンドルフに対して70歳記念に元帥に列すると申し出たが、ルーデンドルフは「一兵卒の男に元帥に任命される謂われはない」、「将校は戦場において元帥と呼ばれる。平時の誕生日のお茶会においてではない」と激怒して拒絶している。
1937年12月20日にミュンヘンの病院で肝臓癌のために没した。ナチ党政権は彼を「偉大な愛国者」として国葬に付した。国葬にはヒトラーも出席した。

## 日本への影響
日本では永田鉄山や石原莞爾がルーデンドルフを深く研究するなど、ドイツに留学・駐在を経験した武官を中心に、昭和期の日本陸軍の思考に大きな影響を与えた。

## 軍階級
- 1882年4月15日、少尉[* 8]
- 1890年7月1日、中尉
- 1895年3月、大尉
- 1902年7月1日、少佐
- 1908年4月1日、中佐
- 1913年、大佐
- 1914年4月22日、少将
- 1914年11月27日、中将
- 1916年8月29日、歩兵大将

## 叙勲
- プール・ル・メリット勲章（1914年8月8日）[3]
- 大鉄十字章（1918年3月24日）[3]

## ルーデンドルフを演じた人物
- 1974年のイギリスのテレビドラマ『鷲の落日（英語版）』ではマイケル・ベイツが演じた。
- 2003年のカナダのテレビ映画『ヒットラー』ではオーストリアの俳優フリードリッヒ・フォン・サンが演じた。
- 2017年のアメリカ映画『ワンダーウーマン』ではアメリカの俳優ダニー・ヒューストンが演じた。

## 著作
単行本:
- Meine Kriegserinnerungen 1914–1918. E. S. Mittler & Sohn, Berlin 1919（『戦争回顧録』)
- Urkunden der Obersten Heeresleitung über ihre Tätigkeit 1916/18. E. S. Mittler & Sohn, Berlin 1920
- Kriegführung und Politik. E. S. Mittler & Sohn, Berlin 1922.
- Vernichtung der Freimaurerei durch Enthüllung ihrer Geheimnisse. Ludendorffs Verlag, München 1927
- Kriegshetze und Völkermorden in den letzten 150 Jahren. Ludendorffs Verlag, München 1928
- mit Mathilde Ludendorff: Das Geheimnis der Jesuitenmacht und ihr Ende. Ludendorffs Verlag, München 1929
- Weltkrieg droht auf deutschem Boden. Ludendorffs Verlag, München 1930.
- Mein militärischer Werdegang. Blätter der Erinnerung an unser stolzes Heer. Ludendorffs Verlag, München 1933.
- Eine Auswahl aus den militärischen Schriften. Quelle & Meyer, Leipzig 1935.
- Der totale Krieg. Ludendorffs Verlag, München 1935.
  - 伊藤智央訳・解説『ルーデンドルフ　総力戦』原書房、2015年[* 9]。
- mit Mitarbeitern: Mathilde Ludendorff – ihr Werk und Wirken. Ludendorffs Verlag, München 1937.
- Auf dem Weg zur Feldherrnhalle. Lebenserinnerungen an die Zeit des 9. November 1923. Ludendorffs Verlag, München 1937.
- mit Mathilde Ludendorff: Die Judenmacht. Ihr Wesen und Ende. Ludendorffs Verlag, München 1939.
- Vom Feldherrn zum Weltrevolutionär und Wegbereiter deutscher Volksschöpfung.
  - Band 1: Meine Lebenserinnerungen von 1919–1925. 12.–16. Tausend Ludendorffs Verlag, München 1941.
  - Band 2: Franz Freiherr Karg von Bebenburg (Hrsg.): Meine Lebenserinnerungen von 1926–1933. 3. Auflage Verlag Hohe Warte, Stuttgart 1951.
  - Band 3: Franz Freiherr Karg von Bebenburg (Hrsg.): Meine Lebenserinnerungen von 1933–1937. Verlag Hohe Warte, Stuttgart 1955.

論文：
- Die Revolution von oben. Das Kriegsende und die Vorgänge beim Waffenstillstand. Zwei Vorträge. Karl Rohm, Lorch 1926.
- Wie der Weltkrieg 1914 „gemacht“ wurde. Völkischer Verlag, München 1934.
- Gefesselte Arbeitskraft. Ludendorffs Verlag, München 1931.
- Der Rettungsweg; Weg mit Goldwährung und Börse. Ludendorff-Buchhandlung, Hamburg 1931.
- Meine Kampfziele. Ludendorffs Verlag, München 1932.
- Schändliche Geheimnisse der Hochgrade. Ludendorffs Verlag, München 1932.
- mit Mathilde Ludendorff: Weihnachten im Lichte der Rasseerkenntnis. Ludendorffs Verlag, München 1933.
- Das Marne-Drama. Der Fall Moltke-Hentsch. Ludendorffs Verlag, München 1934.
- Des Volkes Schicksal in christlichen Bildwerken. Ludendorffs Verlag, München 1934.
- „Tannenberg“. Zum 20. Jahrestag der Schlacht. Ludendorffs Verlag, München 1934.
- Die politischen Hintergründe des 9. November 1923. Ludendorffs Verlag, München 1934.
- „Dirne Kriegsgeschichte“ vor dem Gericht des Weltkrieges. Ludendorffs Verlag, München 1934.
- Deutsche Abwehr. Antisemitismus gegen Antigojismus. Ludendorffs Verlag, München 1934.
- Über Unbotmäßigkeit im Kriege. Ludendorffs Verlag, München 1935.
- Französische Fälschung meiner Denkschrift von 1912 über den drohenden Krieg. Ludendorffs Verlag, München 1935.
- Judengeständnis: Völkerzerstörung durch Christentum. Ludendorffs Verlag, München 1936.（『ユダヤ人の告白：キリスト教を通じた民族破壊』）
- mit Mathilde Ludendorff: Das große Entsetzen. Die Bibel nicht Gottes Wort. Ludendorffs Verlag, München 1936.（『大いなる驚愕：聖書は神の言葉ではなかった』）
- Abgeblitzt! Antworten auf Theologengestammel über „Das große Entsetzen“. Ludendorffs Verlag, München 1936.
- Tannenberg. Geschichtliche Wahrheit über die Schlacht. Ludendorffs Verlag, München 1939.
- Feldherrnworte. Ludendorffs Verlag, München 1938–1940.
- als Hrsg.: Ludendorffs Volkswarte, Wochenzeitung, erschienen 1929 bis zum Verbot 1933 in München
- Am heiligen Quell Deutscher Kraft 1930 bis 1939, München.